# Семеновка (Рязанская область)
Семёновка — опустевшая деревня в Кадомском районе Рязанской области. Входит в Кадомское городское поселение.

## География
Находится в восточной части Рязанской области на расстоянии приблизительно 4 км на запад по прямой от районного центра поселка Кадом.

## История
В 1862 году здесь (тогда деревня Темниковского уезда Тамбовской губернии) было учтено 20 дворов.

## Население
| 1984 | 2010 | 2023 |
| ---- | ---- | ---- |
| 20   | ↘1   | ↘0   |

Численность населения: 117 человек (1862 год), 327 (1914), 1 в 2002 году (русские 100 %), 1 в 2010.